# Steve Hurley
Steve 'Silk' Hurley (Chicago, 9 november 1962) is een van de pioniers van de housemuziek.
Jack Your Body was eind jaren 80 een hit in Chicago en ver daarbuiten en was een van de nummers die house bekend maakte bij het grote publiek.
In 1997 kwam Steve 'Silk' Hurley nog een keer echt terug met het vrolijke The word is love dat hij samen met The Voices of Life en Sharon Pass opnam.
Daarnaast is hij bekend van het remixen en produceren van onder meer:
- Do you Remember the time - Michael Jackson
- Got to give it up -  Marvin Gaye
- Gett off - Prince
- Got A Love For You - Jomanda